# Vouhé (Charente-Maritime)
Pour les articles homonymes, voir Vouhé.
Vouhé est une commune du Sud-Ouest de la France située dans le département de la Charente-Maritime (région Nouvelle-Aquitaine).
Ses habitants sont appelés les Voyacais et les Voyacaises.

## Géographie
La commune de Vouhé est arrosée par le petit fleuve le Curé qui naît dans la commune de Saint-Georges-du-Bois. Le Curé, après un parcours de 45 km entre la plaine de l'Aunis et le Marais poitevin, se jette dans l'océan Atlantique, dans la baie de l'Aiguillon.
Vouhé, village de la plaine de l'Aunis, est une commune arrosée de nombreuses fontaines et ruisseaux, ce qui en a fait de tout temps une commune aux nombreuses ressources agricoles.
Le territoire de la commune est bordé par Puyravault, Surgères, Saint-Georges-du-Bois, Poléon et Bouhet ainsi que par la forêt de Benon.
Située à 6 km au nord-ouest de Surgères, elle s'étend sur 1 561 ha et à une altitude de 24 m.

### Communes limitrophes
|        | Benon      |                       |
| Bouhet | Vouhé      | Saint-Georges-du-Bois |
|        | Puyravault | Surgères              |

## Urbanisme

### Typologie
Au 1er janvier 2024, Vouhé est catégorisée commune rurale à habitat dispersé, selon la nouvelle grille communale de densité à 7 niveaux définie par l'Insee en 2022.
Elle est située hors unité urbaine. Par ailleurs la commune fait partie de l'aire d'attraction de La Rochelle, dont elle est une commune de la couronne,. Cette aire, qui regroupe 72 communes, est catégorisée dans les aires de 200 000 à moins de 700 000 habitants,.

### Occupation des sols
L'occupation des sols de la commune, telle qu'elle ressort de la base de données européenne d’occupation biophysique des sols Corine Land Cover (CLC), est marquée par l'importance des territoires agricoles (91,5 % en 2018), une proportion sensiblement équivalente à celle de 1990 (92,3 %). La répartition détaillée en 2018 est la suivante : 
terres arables (70,7 %), zones agricoles hétérogènes (15,2 %), forêts (5,7 %), prairies (5,6 %), zones urbanisées (2,8 %). L'évolution de l’occupation des sols de la commune et de ses infrastructures peut être observée sur les différentes représentations cartographiques du territoire : la carte de Cassini (XVIIIe siècle), la carte d'état-major (1820-1866) et les cartes ou photos aériennes de l'IGN pour la période actuelle (1950 à aujourd'hui).

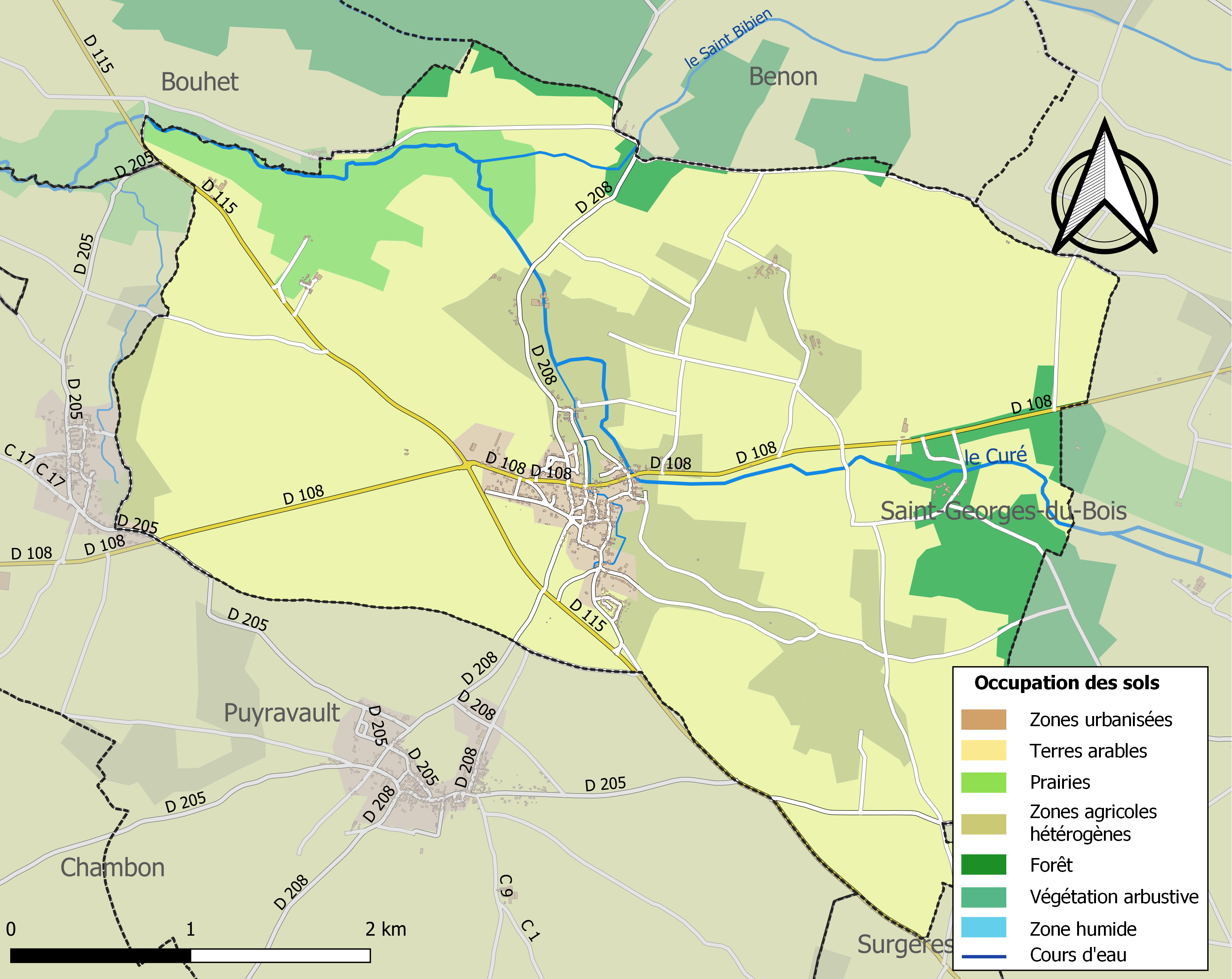
Carte des infrastructures et de l'occupation des sols de la commune en 2018 (CLC).

### Risques majeurs
Le territoire de la commune de Vouhé est vulnérable à différents aléas naturels : météorologiques (tempête, orage, neige, grand froid, canicule ou sécheresse), inondations et séisme (sismicité modérée). Il est également exposé à un risque technologique,  le transport de matières dangereuses. Un site publié par le BRGM permet d'évaluer simplement et rapidement les risques d'un bien localisé soit par son adresse soit par le numéro de sa parcelle.

#### Risques naturels
Certaines parties du territoire communal sont susceptibles d’être affectées par le risque d’inondation par débordement de cours d'eau, notamment le Curé. La commune a été reconnue en état de catastrophe naturelle au titre des dommages causés par les inondations et coulées de boue survenues en 1982, 1983, 1993, 1999 et 2010,.
Par ailleurs, afin de mieux appréhender le risque d’affaissement de terrain, l'inventaire national des cavités souterraines permet de localiser celles situées sur la commune.
Concernant les mouvements de terrains, la commune a été reconnue en état de catastrophe naturelle au titre des dommages causés par des mouvements de terrain en 1983, 1999 et 2010.

#### Risques technologiques
Le risque de transport de matières dangereuses sur la commune est lié à sa traversée par une ou des infrastructures routières ou ferroviaires importantes ou la présence d'une canalisation de transport d'hydrocarbures. Un accident se produisant sur de telles infrastructures est susceptible d’avoir des effets graves sur les biens, les personnes ou l'environnement, selon la nature du matériau transporté. Des dispositions d’urbanisme peuvent être préconisées en conséquence.

## Toponymie
Le nom de la commune provient de l'anthroponyme germanique Voto, suivi du suffixe -acum.

## Politique et administration

### Liste des maires
| Période                                  | Période  | Identité           | Étiquette | Qualité                                                                                        |
| ---------------------------------------- | -------- | ------------------ | --------- | ---------------------------------------------------------------------------------------------- |
| 1929                                     | 1944     | Henri Maubaillarcq |           | ingénieur agronome, propriétaire du domaine de Maison Neuve, fondateur de la Laiterie de Vouhé |
| 2001                                     | 2008     | Charles Coutand    |           |                                                                                                |
| 2008                                     | En cours | Thierry Blaszezyk  | MoDem     | Chef d'entreprise                                                                              |
| Les données manquantes sont à compléter. |          |                    |           |                                                                                                |

### Politique environnementale
Dans son palmarès 2024, le Conseil national de villes et villages fleuris de France a attribué une fleur à la commune.
En 2025, le conseil municipal de Vouhé s'oppose à l'implantation d'éoliennes sur le territoire communal. Il refuse de délivrer une déclaration préalable à l'entreprise Volkswind, en dépit d'une décision favorable du tribunal administratif.

## Démographie

### Évolution démographique
L'évolution du nombre d'habitants est connue à travers les recensements de la population effectués dans la commune depuis 1793. Pour les communes de moins de 10 000 habitants, une enquête de recensement portant sur toute la population est réalisée tous les cinq ans, les populations de référence des années intermédiaires étant quant à elles estimées par interpolation ou extrapolation. Pour la commune, le premier recensement exhaustif entrant dans le cadre du nouveau dispositif a été réalisé en 2008.

En 2022, la commune comptait 657 habitants, en évolution de −1,2 % par rapport à 2016 (Charente-Maritime : +4,04 %, France hors Mayotte : +2,11 %).
| 1793 | 1800 | 1806 | 1821 | 1831 | 1836 | 1841 | 1846 | 1851 |
| ---- | ---- | ---- | ---- | ---- | ---- | ---- | ---- | ---- |
| 375  | 308  | 320  | 409  | 512  | 486  | 489  | 533  | 589  |

| 1856 | 1861 | 1866 | 1872 | 1876 | 1881 | 1886 | 1891 | 1896 |
| ---- | ---- | ---- | ---- | ---- | ---- | ---- | ---- | ---- |
| 568  | 591  | 594  | 534  | 532  | 551  | 486  | 487  | 484  |

| 1901 | 1906 | 1911 | 1921 | 1926 | 1931 | 1936 | 1946 | 1954 |
| ---- | ---- | ---- | ---- | ---- | ---- | ---- | ---- | ---- |
| 473  | 490  | 488  | 453  | 473  | 477  | 446  | 420  | 459  |

| 1962 | 1968 | 1975 | 1982 | 1990 | 1999 | 2006 | 2008 | 2013 |
| ---- | ---- | ---- | ---- | ---- | ---- | ---- | ---- | ---- |
| 391  | 387  | 364  | 404  | 404  | 392  | 549  | 593  | 659  |

| 2018 | 2022 | - | - | - | - | - | - | - |
| ---- | ---- | - | - | - | - | - | - | - |
| 646  | 657  | - | - | - | - | - | - | - |

## Lieux et monuments
- Église Notre-Dame de l'Assomption datant des XIe et XIXe siècles. Le chœur et le chevet datent du XIe siècle. À l'origine, le clocher a été conçu pour recevoir deux cloches : la première, bénie en 1701, nommée Marie-Jeanne, a été enlevée pour être fondue ; la seconde fut bénie en 1779 et nommée Françoise-Rosalie. Cette église paroissiale, propriété de la commune, est inscrite aux monuments historiques depuis le 19 septembre 1928[20].
- Domaine de Maison Neuve
- Prieuré de Saint-Bibien d'Argenson, ancien prieuré de l'ordre de Fontevraud

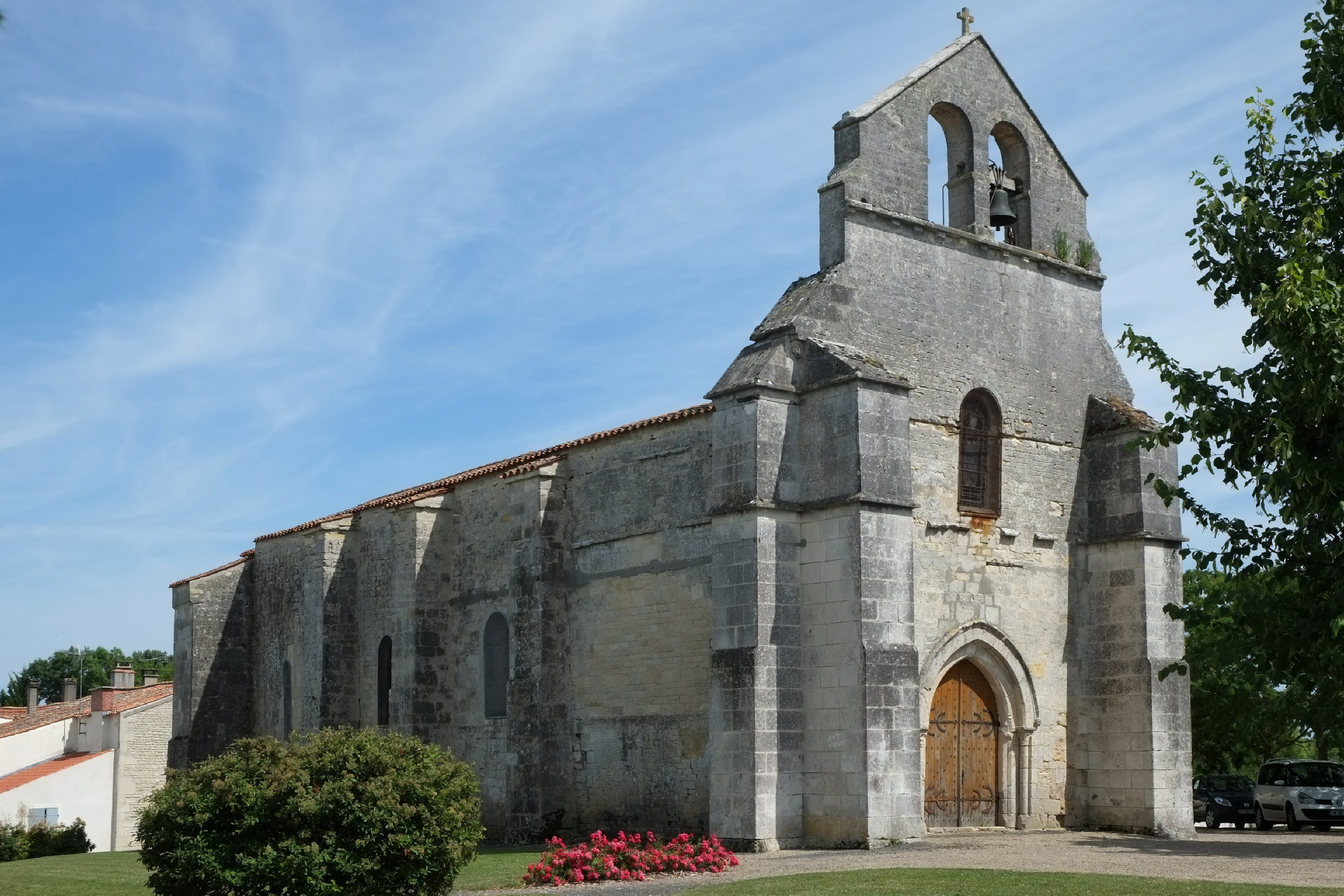
Église Notre-Dame de l'Assomption.
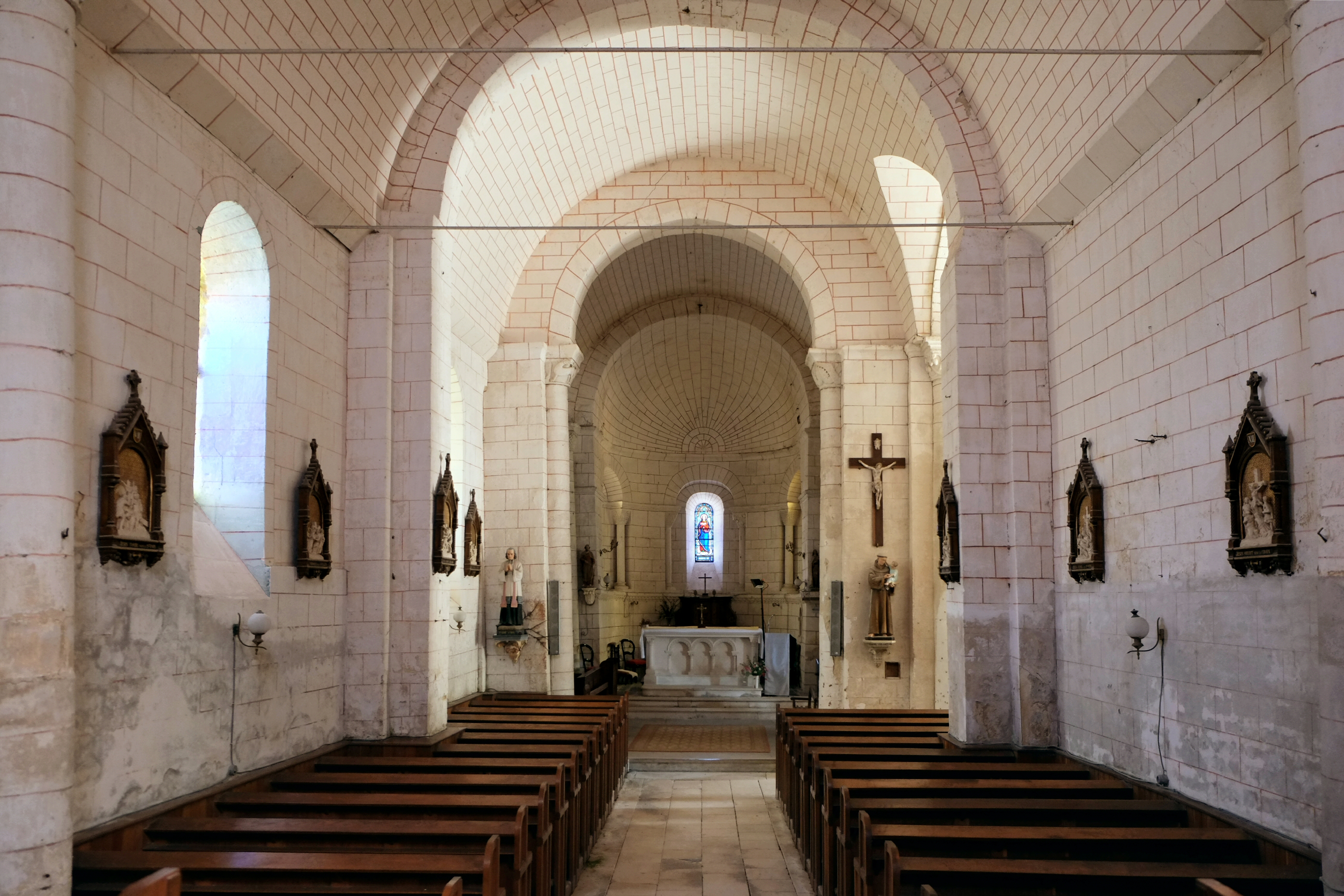
Nef de l'église Notre-Dame de l'Assomption.

## Personnalités liées à la commune
- Jean de Limur (1887-1976), acteur, réalisateur et scénariste.
- Raymond Couraud (1920-1977), militaire.